# Westminster Bridge
Westminster Bridge – most w Londynie, na Tamizie, między Lambeth Bridge a Hungerford Bridge, wzniesiony w latach 1739–1750, przebudowany w latach 1854–1862; łączy Westminster i Lambeth. 
Jak większość mostów na Tamizie służy zarówno pieszym jak i ruchowi samochodowemu. Oryginalny most został zaprojektowany przez Charlesa Labelye i został otwarty 17 listopada 1750, kolejny zaś przez Thomasa Page'a z pomocą Charlesa Barry'ego w 1854 i oficjalnie został oddany do użytku 24 maja 1862. 
Jego stalowa konstrukcja składa się z siedmiu łuków i jest najstarszą istniejącą konstrukcją mostową w Londynie.

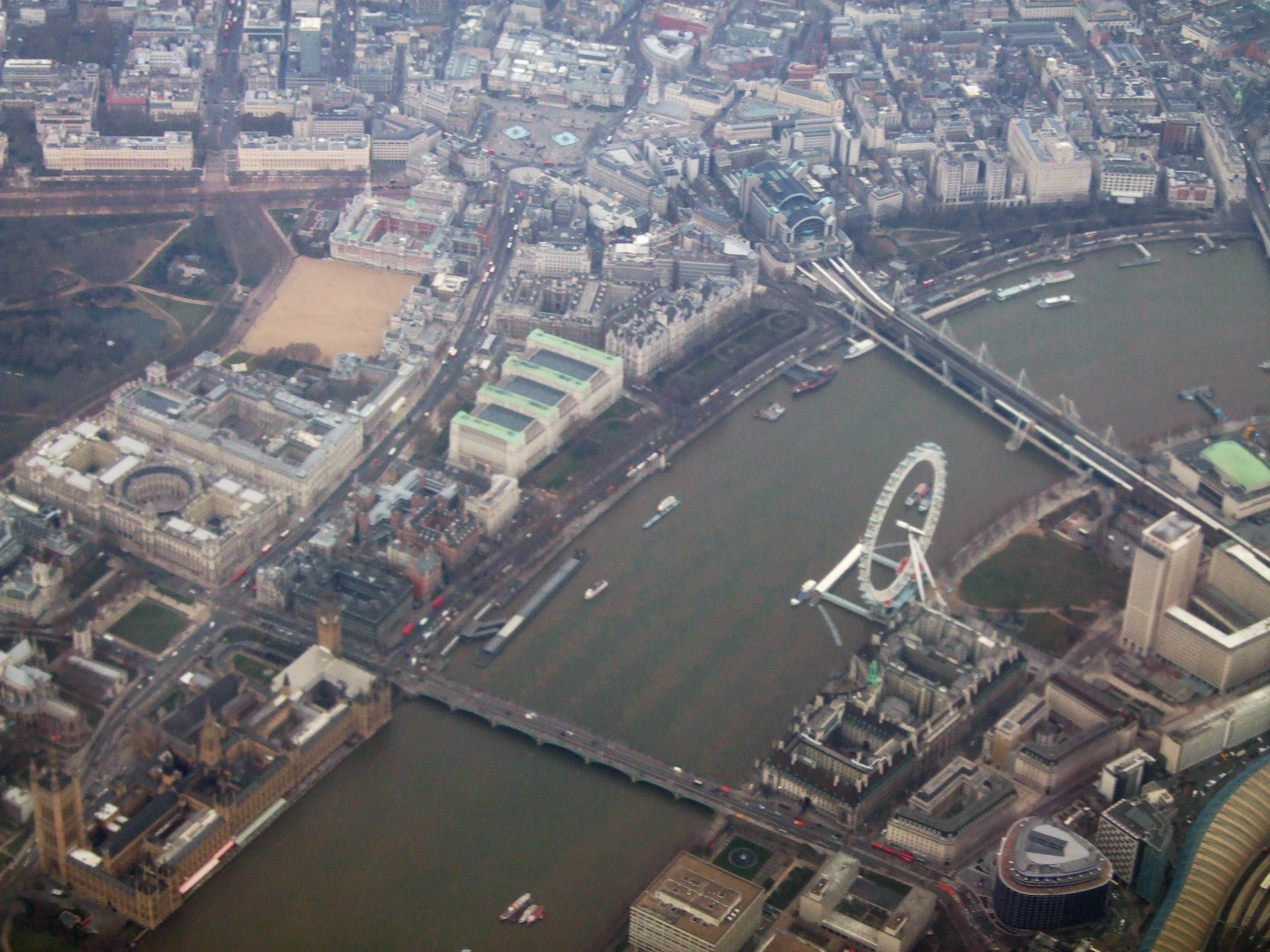
Mały ruch na moście, mały ruch na rzece.
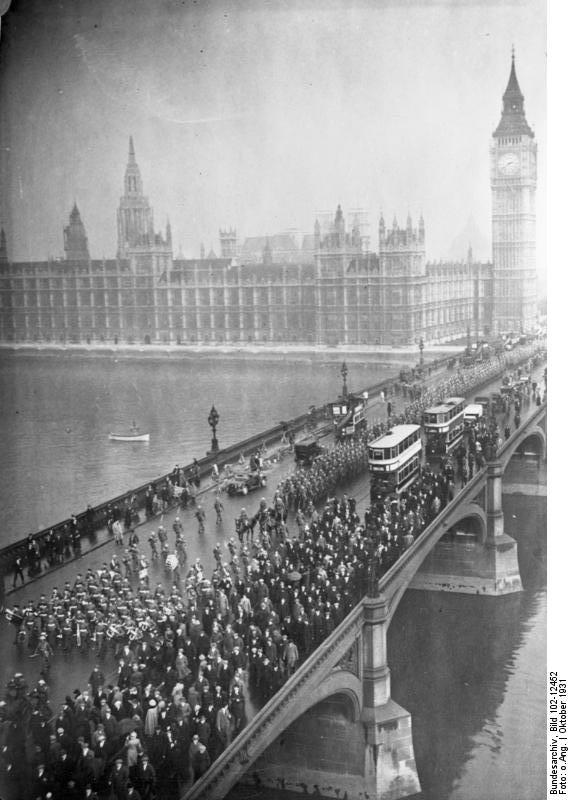
W momencie dużego ruchu
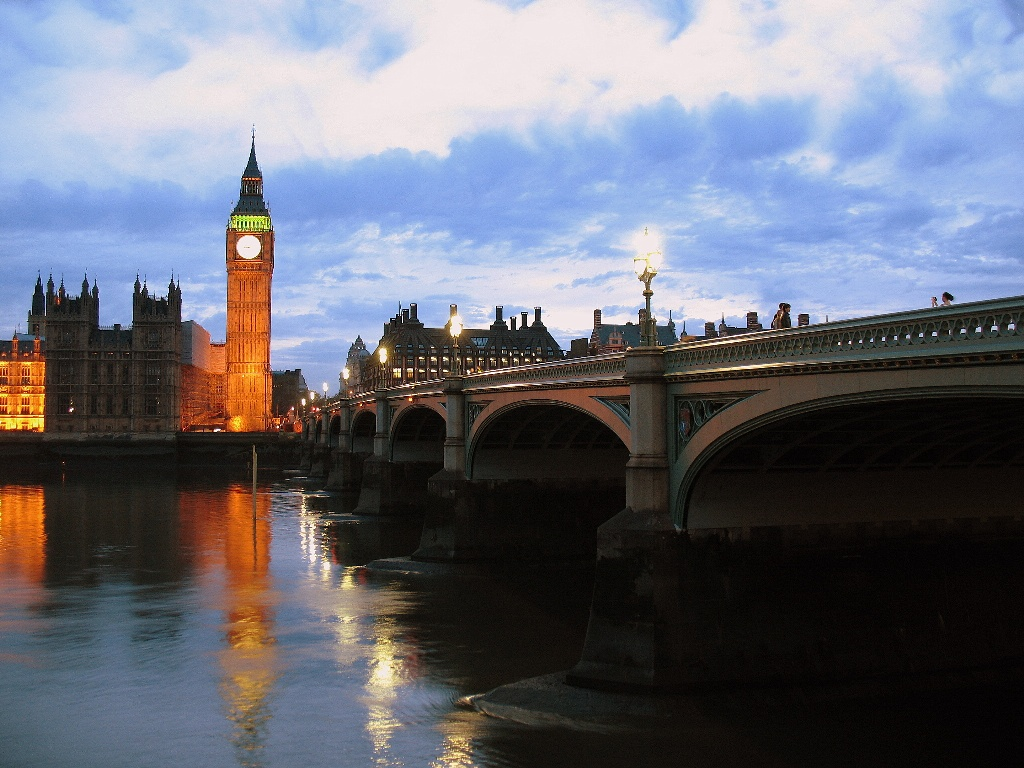
Miejsca przyciągające turystów